# Pfälzerwald

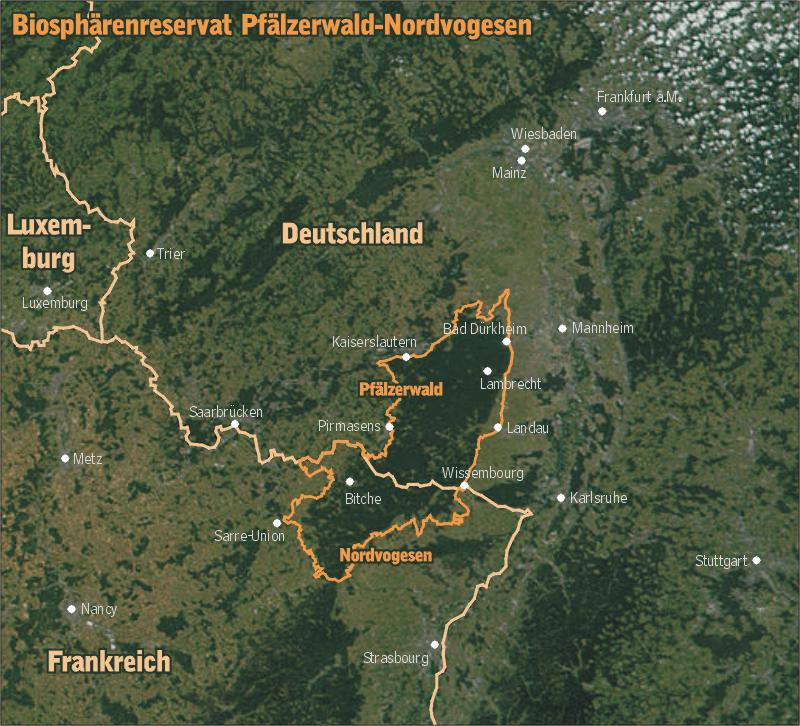
Amplasarea biosferei
Pfälzerwald-Vosges du Nord

Pădurea palatină (în germană Pfälzerwald) este situată în landul Rheinland-Pfalz, fiind cea mai întinsă regiune împădurită din Germania, ea se întinde pe o suprafață de 177.100 ha (= 1.771 km²). Pfälzerwald ocupă o treime din suprafața Palatinatului.

## Descriere
In anul 1958 a fost înființat parcul națioanal Naturpark Pfälzerwald, parcul este declarat în anul 1988 patrimoniu UNESCO fiind denumit Biosphärenreservates Pfälzerwald-Vosges du Nord, devine astfel unul din cele 14 biorezervate din Germania.

## Geografie

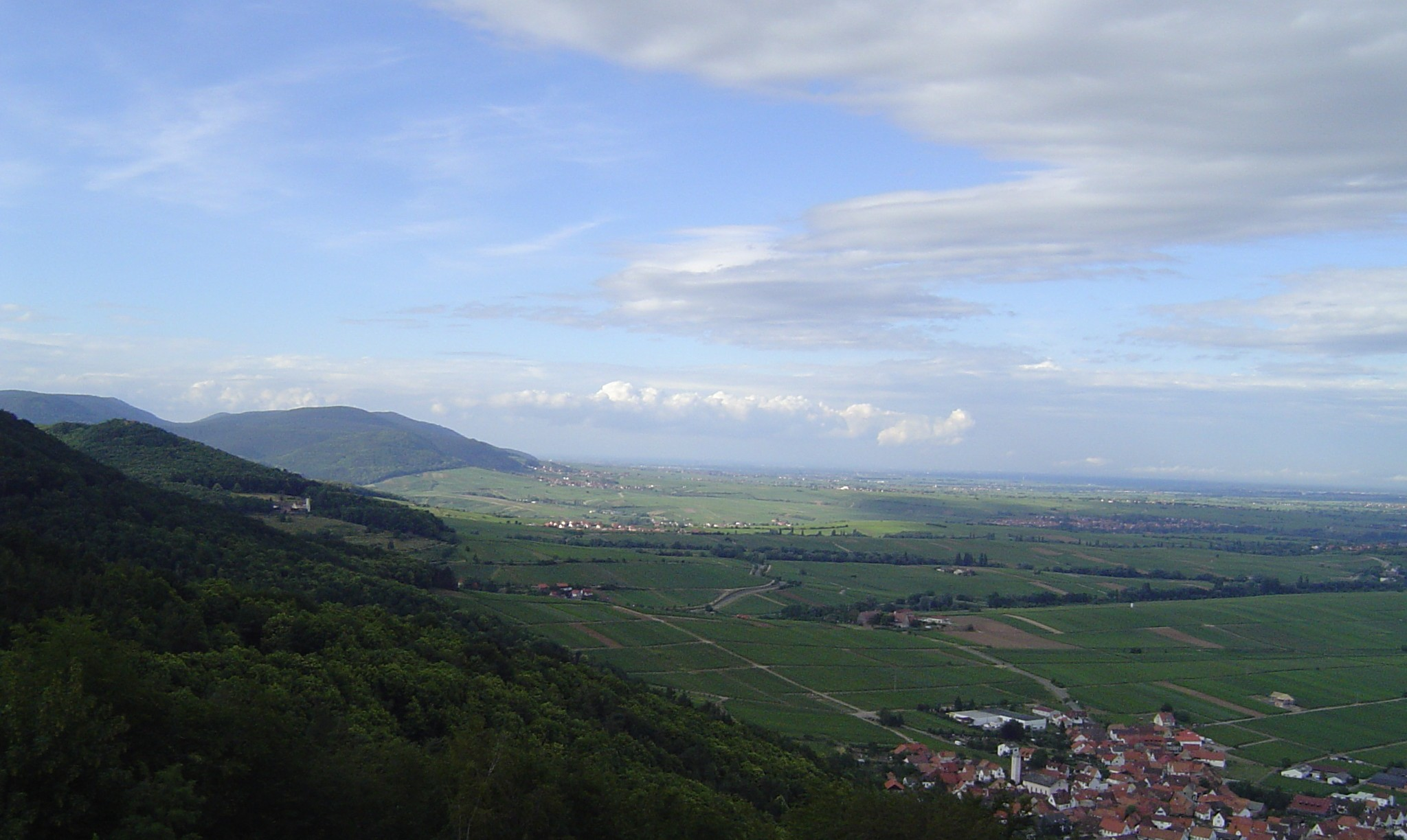
Haardt lângă Eschbach

La nord regiunea se învecinează cu Nordpfälzer Bergland și cu Donnersberg (687 m), la sud cu Alsacia. Marginea estică a regiunii în direcția văii Rinului, este numită depresiunea Hardt și o regiune deluroasă favorabilă culturii viței de vie care este traversată de „Drumul Vinului” Deutsche Weinstraße. 

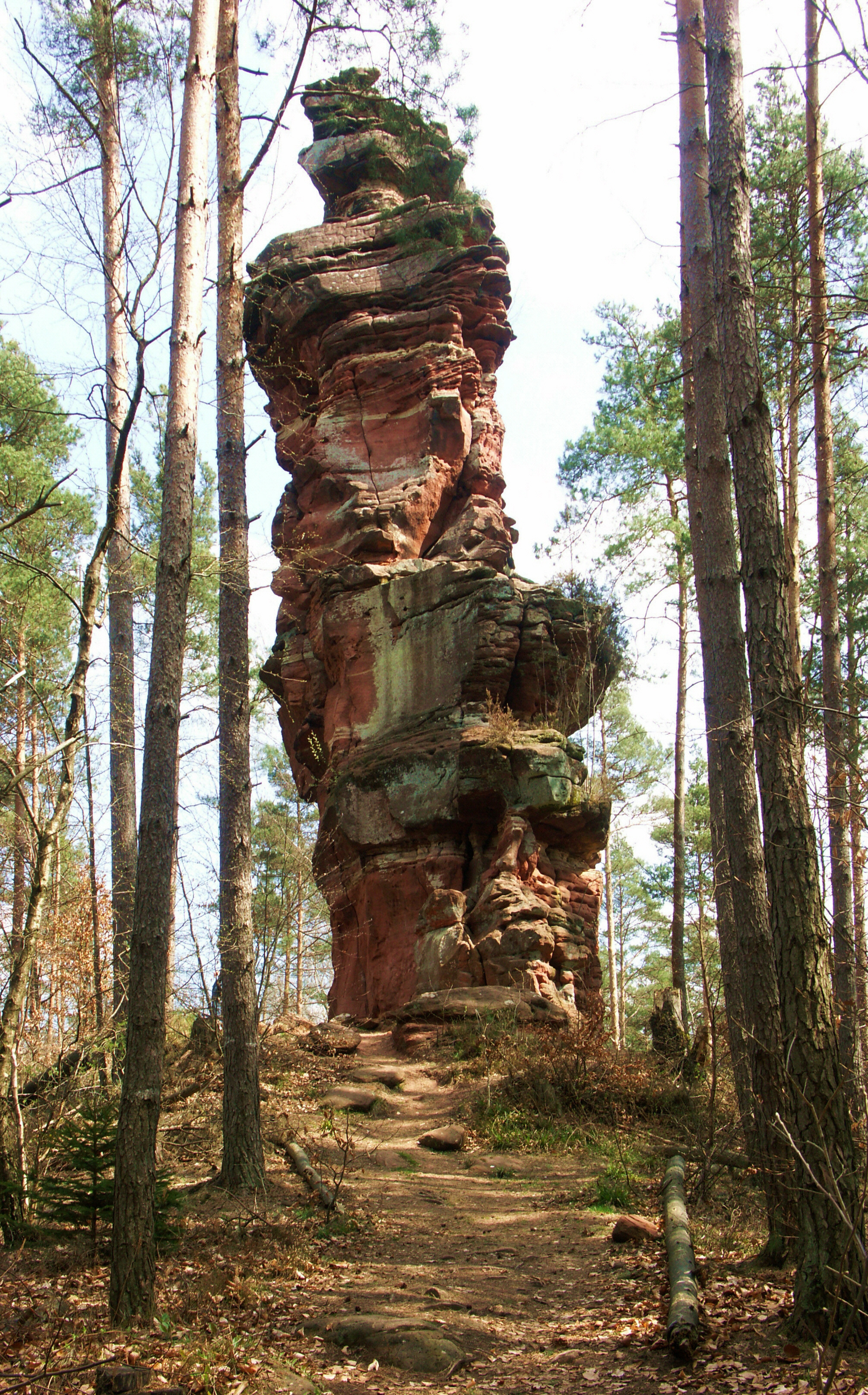
Stânca lui Napoleon lângă Bruchweiler in Dahner Felsenland

La vest de Kaiserslautern începe o regiune joasă umedă cu turbă numită Landstuhler Bruch, terenul urcă spre sud formând limita sudică a Pfälzerwaldului Südwestpfälzische Hochfläche.

## Subdiviziunile regiunii
1. Pfälzerwald de nord: limitat la nord de Nordpfälzer Bergland și la sud de linia care unește localitățile Kaiserslautern - Bad Dürkheim. Subdiviziunile de aici sunt: Diemersteiner Wald între Hochspeyer, Enkenbach-Alsenborn și Carlsberg (Pfalz), Stumpfwald între Ramsen și Enkenbach-Alsenborn ca și partea vestică a rlandului Leininge.
2. Pfälzerwald de mijloc: se întinde de la Isenach până la linia Kaiserslautern - Bad Dürkheim și până la Queich și linia Pirmasens - Landau. Subdiviziunile de aici sunt: Pfälzische Holzland, Frankenweide.
3. Pfälzerwald de sud: numit și Wasgau care se întinde între linia Pirmasens - Landau și granița cu Franța. Subdiviziunile mai importante sunt: Dahner Felsenland, Obere Mundatwald.

## Geologie

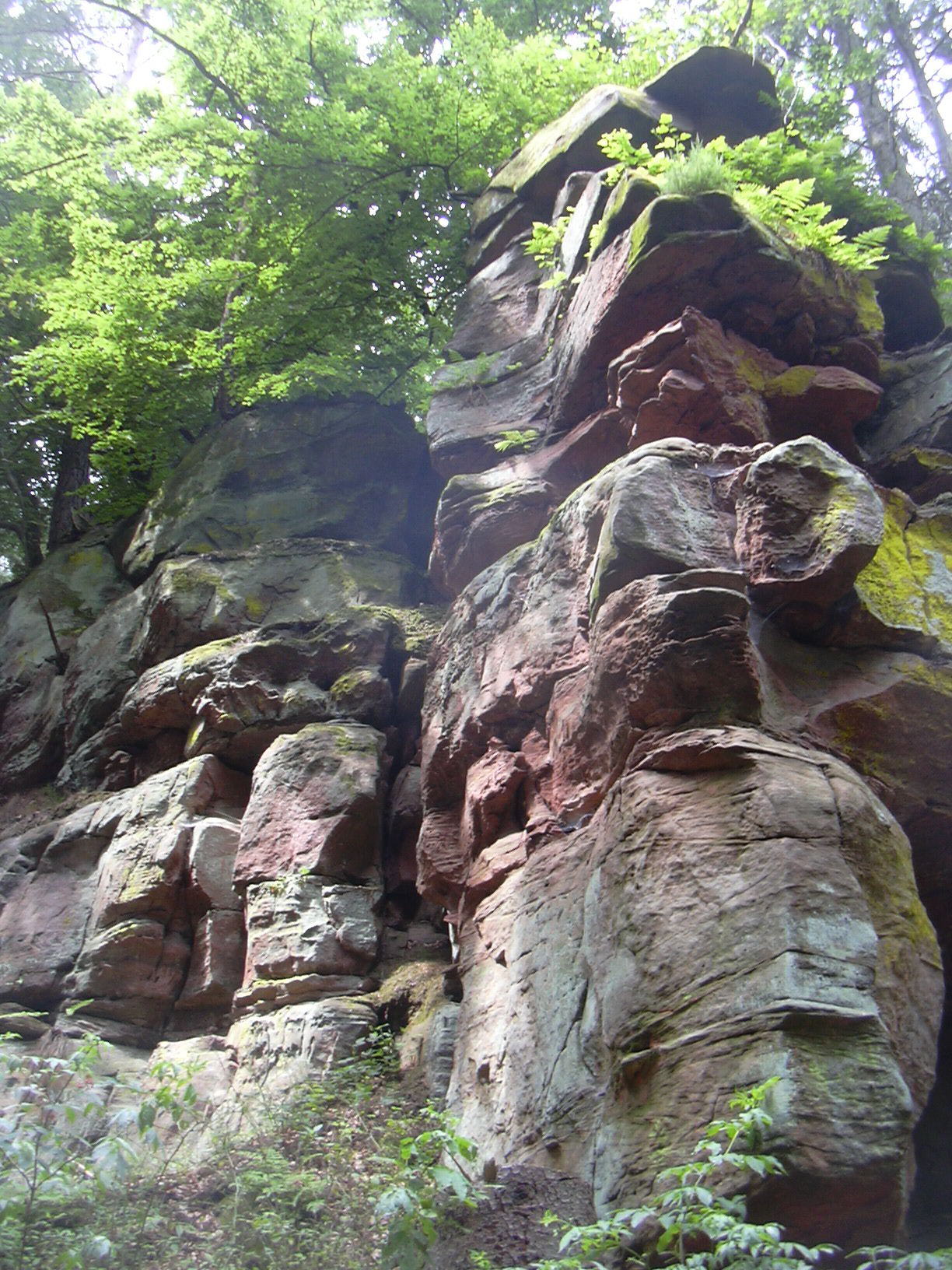
Gresie roșie în vest (Pfälzerwald)

Formarea reliefului regiunii durează din devonian o perioadă geologică care a fost în urmă cu 300 de milioane de ani, procese geologice care au generat prin coliziunile platformelor continentale munții de încrețire din Europa și Africa.
In perioada următoare triacică cca. cu 200 de milioane de ani în urmă, au loc procese de scufundare sub mare a scoarței, formându-se așanumitul „Bazinul german”. Acum iau naștere prin procesele de sedimentare pe straturi a scheletelor viețuitoarelor marine așanumită gresie colorată. Prin procese tectonice are loc ridicarea terenului în urmă cu cca. 180 de milioane de ani în urmă, rocile sedimentare existente fiind supuse acțiunii de eroziune de la suprafață.
Următoarele schimbări mai importante de relief au loc în urmă cu 45 milioane de ani în urmă formându-se depresiunile joase cu un diametru de cca. 20 de km, regiunea joasă fiind inundată de Marea Nordului, exemple de astfel de regiuni Wetterau și Oberrhein.
Munții vechi formați în triasic sunt munți de înălțime relativ mică fiind numiți Mittelgebirge Pfälzerwald/Vogesen, Odenwald / Schwarzwald.

## Vârfuri peste 600 de m
- Kalmit (673 m) la Maikammer
- Kesselberg (663 m) la Weyher
- Roßberg (637 m) la Ramberg
- Hochberg (635 m) la St. Martin
- Hohe Loog (618 m) la Neustadt an der Weinstraße,
- Schafkopf (617 m), impreună cu Morschenberg (608 m), Rotsohlberg (607 m) și Steigerkopf/Schänzel (614 m)
- Blättersberg (617 m) la Weyher
- Eschkopf (609 m)

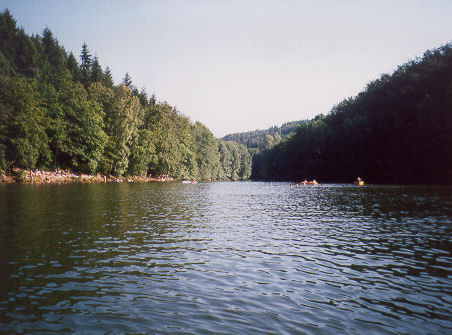
Eiswoog in nordul regiunii Pfälzerwald

- Weißenberg (607 m) la Hermersbergerhof
- Mosisberg (608 m), la sud de Eschkopfs
- Hortenkopf (606 m) la Hofstätten

## Ape
- Lacurile regiunii sunt: Gelterswoog, Clausensee și Eiswoog
- Ape curgătoare: Speyerbach, Queich, Wieslauter, Schwarzbach, primele trei fiind afluenți ai Rinului, iar Schwarzbach se varsă în Blies care apoi în Saar afluent al Moselului.